# Garry Monk
Garry Alan Monk (sinh ngày 6 tháng 3 năm 1979) là một huấn luyện viên bóng đá và cựu cầu thủ bóng đá chuyên nghiệp chơi ở vị trí trung vệ.
Ông hiện là huấn luyện viên trưởng của câu lạc bộ Swansea City tại Giải bóng đá Ngoại hạng Anh. Cũng chính tại câu lạc bộ này, ông đã thi đấu trong cả bốn hạng đấu nhà nghề hàng đầu của bóng đá Anh từ năm 2004 đến năm 2014, phần lớn thời gian với vai trò đội trưởng. Ông đã chơi tổng cộng 260 trận trên mọi đấu trường cho Swansea trong hơn 10 mùa giải và cùng với đội bóng vô địch Cúp liên đoàn bóng đá Anh năm 2013.

## Sự nghiệp chơi bóng

### Những năm tháng đầu tiên
Sinh ra ở Bedford, Bedfordshire, Monk bắt đầu sự nghiệp của mình như một thực tập sinh tại câu lạc bộ Torquay United, ra sân 5 lần trong mùa giải 1995-1996 trong khi vẫn là một thực tập sinh. Cuối mùa giải đó, ông chuyển tới Southampton để kết thúc thời kì thực tập của mình và chuyển sang thi đấu chuyên nghiệp với The Saints vào tháng 5 năm 1997.
Monk trở lại Torquay dưới dạng cho mượn và khi quay về the Dell (sân nhà của câu lạc bộ Southampton lúc bấy giờ), ngay lập tức ông được vào đội 1 và có trận ra mắt trước Derby County vào ngày 28 tháng 11 năm 1998, thay thế vị trí của cầu thủ Ken Monkou bị chấn thương. Tháng 9 năm 1999, ông thi đấu dưới dạng cho mượn tại câu lạc bộ Stockport County trước khi được gọi lại vào đội một trong 2 trận đấu tháng 1 năm 2000.
Sau đó, ông có một bản hợp đồng cho mượn với câu lạc bộ Oxford United (tháng 1 năm 2001), nhưng Glenn Hoddle lại gọi ông quay lại do hàng loạt các chấn thương của hàng hậu vệ Southampton. Tháng 5 năm 2001, ông đá chính trong 2 trận đấu trên sân nhà cuối cùng tại The Dell trước hai câu lạc bộ Manchester United và Arsenal, đều giành được kết quả thắng lợi.
Monk có thời gian thi đấu dưới dạng cho mượn dài hơn ở câu lạc bộ Sheffield Wednesday (từ tháng 12 năm 2002 đến ngày 20 tháng 3 năm sau) với viễn cảnh về việc thi đấu lâu dài, điều đã không thể hiện thực hóa sau khi đội bóng của ông xuống Giải bóng đá hạng nhất Anh. Thậm chí, ông đã rời the Saints tháng 2 năm 2004 dưới dạng chuyển nhượng tự do, ký hợp đồng với Barnsley, câu lạc bộ đã mượn ông trong vòng 3 tháng trước. Gặp khó khăn ban đầu trong việc định cư tại Oakwell nhưng ông đã nhanh chóng ghi bàn thắng đầu tiên trong sự nghiệp tại một trận thắng 2-1 trên sân nhà trước Bristol City ở Cúp FA ngày 16 tháng 12, và chuyển tới câu lạc bộ Swansea City dưới dạng chuyển nhượng tự do vào tháng 6 năm 2004.

### Swansea City

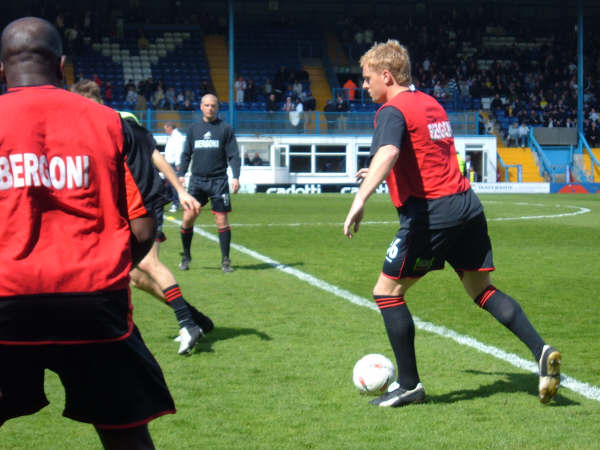
Monk đang khởi động với Swansea trước một trận đấu ở Bury tại Giải bóng đá hạng hai Anh mùa giải 2004-2005.

Monk có trận đấu mở màn cho Swansea vào ngày 7 tháng 8 năm 2004 khi họ bị đánh bại 2-0 bởi Northampton Town ở sân vận động Vetch Field ngay ngày đầu tiên của mùa giải mới tại Giải bóng đá hạng hai Anh. Ngày 4 tháng 12, phút 84 trận đấu trên sân khách gặp Yeovil Town, ông đã bị một thẻ đỏ trực tiếp. Trên chấm phạt đền, Phil Jevons thực hiện thành công cú đá phạt được chuyển bởi Gavin Williams và cũng là bàn thắng duy nhất của trận đấu. Monk một lần nữa bị đuổi khỏi sân vào ngày 20 tháng 11 trong một trận thua 0–2 trước Shrewsbury Town do đẩy ngã trọng tài Eddie Ellans phút thứ 43; đồng đội của ông Andy Robinson cũng bị đuổi 2 phút sau đó. Ông đã nhận chiếc thẻ đỏ thứ 3 vào ngày 8 tháng 2 năm 2005 do hai lần booking trong 1 phút trong trận thua 0-1 tại Mansfield Town. Swansea kết thúc mùa giải và được thăng hạng lên Giải bóng đá hạng nhất Anh.
Ngày 22 tháng 11, Monk ghi bàn thắng đầu tiên cho Swansea, giúp đội bóng lần thứ ba vào tới tứ kết của giải Football League Trophy với trận thắng 4-0 trước câu lạc bộ Rushden & Diamonds trên sân vận động Liberty. Bàn thắng ghi ở giải đấu đầu tiên trong sự nghiệp của ông đến vào ngày 14 tháng 1 năm 2006, mở đầu trận hòa 1–1 trên sân khách trước Bradford City từ cú đá phạt góc của Robinson ngay trước khi hiệp 1 kết thúc. Swansea đánh bại Brentford ở bán kết của lượt trận play-off nhưng lại thất bại trong loạt sút luân lưu 11m trước Barnsley trong trận chung kết tại sân vận động Millennium vào ngày 27 tháng 5. Monk đã thi đấu trong suốt 120 phút của trận chung kết và kiến tạo đường chuyền giúp Rory Fallon cân bằng tỉ số với một cú ngả người móc bóng.
Tháng 8 năm 2006, sau khi Roberto Martínez ra đi, câu lạc bộ công bố Monk trở thành đội trưởng cho mùa giải sắp tới. Tuy nhiên, chỉ mới chơi được 2 trận đấu trong mùa giải 2006–2007, ông đã bị chấn thương dây chằng trong một pha đối đầu tưởng chừng vô hại với tiền đạo Andy Keogh của Scunthorpe. Điều này khiến ông bỏ lỡ cả mùa giải và với việc hợp đồng sẽ hết hạn vào cuối mùa, tương lai ông tại Swansea bị nghi ngờ.
Monk trở lại đội bóng đầu mùa giải 2007–2008 với vai trò là đội trưởng (skipper), dẫn dắt các đồng đội với mục tiêu được lên chơi tại Giải vô địch bóng đá Anh (giải đấu cao thứ hai của các câu lạc bộ bóng đá Anh) lần đầu tiên trong 24 năm. Monk nâng chiếc cúp bạc đầu tiên của mình với vai trò là đội trưởng của Swansea khi đội bóng ấn định sự lên hạng bằng việc vô địch giải League One với kỉ lục 92 điểm trong 1 mùa giải. Ông cống hiến 1 bàn thắng trong suốt mùa giải, một cú đánh đầu trong trận thắng 3–2 trên sân nhà trước Leeds United.
Mùa giải 2008-2009 mang đến cho Monk một người đồng đội mới- trung vệ Ashley Williams chuyển nhượng từ Stockport County gần cuối mùa giải trước khi Alan Tate không còn giữ được vị trí của mình. Vào ngày 9 tháng 8, cũng là ngày khởi đầu mùa giải mới của giải vô địch bóng đá Anh (Championship), Monk bị đuổi khỏi sân do phạm lỗi với Matt Holland trong trận thua 0–2 trước câu lạc bộ Charlton Athletic ở sân vận động The Valley. Bàn thắng duy nhất mà ông ghi được trong cả mùa giải là ở trong trận thắng trân sân nhà trước Bristol City ngày 28 tháng 4 năm 2009, một cú đánh đầu từ pha phạt góc của Andrea Orlandi sau 25 phút. Mùa giải đầu tiên quay trở lại giải vô địch bóng đá Anh, Swansea kết thúc ở vị trí thứ 8.
Mùa giải 2009-2010, Swansea bỏ lỡ suất đá play-off tại giải vô địch bóng đá Anh vào ngày cuối cùng. Ngày 11 tháng 8, tại vòng đấu đầu tiên của League Cup (Cúp liên đoàn bóng đá Anh), Monk giúp Swansea vươn lên bằng bàn thắng đầu tiên trong trận thắng 3-0 trước Brighton & Hove Albion. Hai tuần sau, ông là một trong ba cầu thủ Swansea- cùng với Àngel Rangel và Gorka Pintado- bị đuổi khỏi sân và đội bóng thua 1–2 sau những phút bù giờ trên sân nhà trước Scunthorpe United ở vòng đấu thứ 2. Theo sau việc Paulo Sousa ra đi để gia nhập đối thủ tại giải Championship Leicester City, Monk phê bình huấn luyện viên cũ của mình, nói rằng chiến thuật và phương pháp đào tạo của ông ấy không đủ tốt. Cuốn tự truyện của Monk ra mắt năm 2012 Loud, Proud and Positive sau đó đã tiết lộ rằng huấn luyện viên người Bồ và đội trưởng của ông ấy hiếm khi nhìn vào mắt nhau.
Mùa giải 2010–2011 khởi đầu khá tốt, Monk chơi tất cả các trận đấu cho đến khi gặp chấn thương trong trận đấu trước Colchester United tại Cúp FA ngày 8 tháng 1 năm 2011. Ông sẽ sớm trở lại với đội bóng, tuy nhiên, và chỉ huy the Swans giành được một suất tại Giải bóng đá Ngoại hạng Anh (Premier League) qua chiến thắng tại chung kết loạt trận play-off của giải Championship trước câu lạc bộ Reading. Những đóng góp của Monk sẽ được báo đáp bằng một hợp đồng mới kéo dài 3 năm, giữ ông ở lại câu lạc bộ tới 2014.
Vào ngày 6 tháng 2 năm 2013, Monk ký hợp đồng gia hạn 1 năm tại Swansea, giữ ông ở lại câu lạc bộ cho tới tháng 6 năm 2015. Cuối tháng đó, Monk giành được danh hiệu lớn đầu tiên trong sự nghiệp của mình khi Swansea, dưới sự dẫn dắt của huấn luyện viên Michael Laudrup, đánh bại Bradford City 5-0 ở trận chung kết Cúp Liên đoàn bóng đá Anh 2013 tại sân vận động Wembley. Monk nâng cao chiếc cúp cùng với Ashley Williams sau khi vào sân từ băng ghế dự bị thay thế Ki Sung-yueng phút thứ 62.
Sau khi chỉ ra sân 15 lần trên tất cả các đấu trường, 11 trong số đó là tại Premier League, Monk thừa nhận vào ngày 15 tháng 7 năm 2013 rằng: "Đã đến lúc để truyền lại chiếc băng đội trưởng". Chiếc băng ấy đã được giao lại cho Ashley Williams, cầu thủ đã đeo nó khi Monk vắng mặt trong suốt 2 năm trước.

## Sự nghiệp huấn luyện

### Swansea City
Ngày 4 tháng 2 năm 2014, Monk được bổ nhiệm bởi Chủ tịch Huw Jenkins như một cầu thủ kiêm huấn luyện viên tạm thời sau khi ông Michael Laudrup bị sa thải. Trận đấu đầu tiên mà ông phụ trách là trận derby vùng South Wales vào ngày 8 tháng 2 trước Cardiff City và Swansea thắng 3–0 với cả ba bàn thắng đều được ghi trong hiệp hai. Swansea đã sống sót sau cuộc chiến trụ hạng và đảm bảo sự an toàn với một trận đấu mang tính thủ tục. Monk trở thành huấn luyện viên thường trực của Swansea City vào ngày 7 tháng 5 năm 2014, ký hợp đồng thời hạn 3 năm.
Ngày mở đầu mùa giải 2014–2015, Monk đã dẫn dắt Swansea tới chiến thắng 2–1 trên sân khách trước Manchester United và cũng là chiến thắng đầu tiên trong giải đấu tại Old Trafford. The Swans tiếp tục khởi đầu tích cực ở mùa giải mới với hai chiến thắng trên sân nhà trước Burnley và West Brom, một chuỗi các kết quả khiến Swansea nằm trong nhóm dẫn đầu của bảng xếp hạng Premier League và Monk giành được giải thưởng Huấn luyện viên của tháng 8.
Sau khi Swansea để thua 2–1 trước Stoke City vào ngày 19 tháng 10 năm 2014, Monk cho rằng cầu thủ Victor Moses phía Stoke đã cố tình ngã xuống để giành một quả đá phạt trực tiếp và nói rằng trọng tài Michael Oliver thật "kinh tởm" khi đồng ý trao quả penalty đó. Mặc dù bị phỏng vấn bởi Hiệp hội Bóng đá Anh và cảnh báo về hành vi của mình trong các cuộc phỏng vấn truyền thông, Monk không bị buộc tội bởi những phát ngôn này.
Ngày 11 tháng 5 năm 2015, Swansea ghi được cú đúp trước Arsenal, khiến the Swans trở thành bên thứ ba duy nhất trong lịch sử Premier League thắng trên sân khách lẫn sân nhà trước cả Arsenal và Manchester United trong cùng một mùa giải. The Swans kết thúc mùa giải ở vị trí thứ 8 với kỉ lục về số điểm kiếm được.

## Thống kê sự nghiệp
| Hiệu suất câu lạc bộ    | Hiệu suất câu lạc bộ       | Hiệu suất câu lạc bộ            | Giải đấu | Giải đấu  | Cúp     | Cúp       | Cúp liên đoàn | Cúp liên đoàn | Tổng số | Tổng số   |
| Mùa giải                | Câu lạc bộ                 | Giải đấu                        | Số trận  | Bàn thắng | Số trận | Bàn thắng | Số trận       | Bàn thắng     | Số trận | Bàn thắng |
| Anh                     | Anh                        | Anh                             | League   | League    | Cúp FA  | Cúp FA    | League Cup    | League Cup    | Tổng số | Tổng số   |
| ----------------------- | -------------------------- | ------------------------------- | -------- | --------- | ------- | --------- | ------------- | ------------- | ------- | --------- |
| 1995–96                 | Torquay United             | Football League Third Division  | 5        | 0         | -       | -         | -             | -             | 5       | 0         |
| 1996–97                 | Southampton                | Premier League                  | -        | -         | -       | -         | -             | -             | -       | -         |
| 1997–98                 | Southampton                | Premier League                  | -        | -         | -       | -         | -             | -             | -       | -         |
| 1998–99                 | Southampton                | Premier League                  | 4        | 0         | 1       | 0         | -             | -             | 5       | 0         |
| 1998–99                 | Torquay United (loan)      | Football League Third Division  | 6        | 0         | -       | -         | -             | -             | 6       | 0         |
| 1999–2000               | Southampton                | Premier League                  | 2        | 0         | -       | -         | -             | -             | 2       | 0         |
| 1999–2000               | Stockport County (loan)    | Football League First Division  | 2        | 0         | -       | -         | 2             | 0             | 4       | 0         |
| 2000–01                 | Southampton                | Premier League                  | 2        | 0         | -       | -         | -             | -             | 2       | 0         |
| 2000–01                 | Oxford United (loan)       | Football League Second Division | 5        | 0         | -       | -         | -             | -             | 5       | 0         |
| 2001–02                 | Southampton                | Premier League                  | 2        | 0         | -       | -         | 1             | 0             | 3       | 0         |
| 2002–03                 | Southampton                | Premier League                  | 1        | 0         | -       | -         | -             | -             | 1       | 0         |
| 2002–03                 | Sheffield Wednesday (loan) | Football League First Division  | 15       | 0         | -       | -         | -             | -             | 15      | 0         |
| 2003–04                 | Southampton                | Premier League                  | -        | -         | -       | -         | -             | -             | -       | -         |
| 2003–04                 | Barnsley (loan)            | Football League Second Division | 14       | 0         | 4       | 1         | -             | -             | 18      | 1         |
| 2003–04                 | Barnsley                   | Football League Second Division | 3        | 0         | -       | -         | -             | -             | 3       | 0         |
| 2004–05                 | Swansea City               | Football League Two             | 34       | 0         | 4       | 0         | 1             | 0             | 39      | 0         |
| 2005–06                 | Swansea City               | Football League One             | 36a      | 1         | -       | -         | -             | -             | 36      | 1         |
| 2006–07                 | Swansea City               | Football League One             | 2        | 0         | -       | -         | -             | -             | 2       | 0         |
| 2007–08                 | Swansea City               | Football League One             | 32       | 1         | 3       | 0         | 2             | 0             | 37      | 1         |
| 2008–09                 | Swansea City               | Football League Championship    | 40       | 1         | 3       | 0         | 3             | 0             | 46      | 1         |
| 2009–10                 | Swansea City               | Football League Championship    | 23       | 0         | 1       | 0         | 2             | 1             | 26      | 1         |
| 2010–11                 | Swansea City               | Football League Championship    | 32a      | 0         | 1       | 1         | 3             | 0             | 36      | 1         |
| 2011–12                 | Swansea City               | Premier League                  | 16       | 0         | 2       | 0         | -             | -             | 18      | 0         |
| 2012–13                 | Swansea City               | Premier League                  | 11       | 0         | -       | -         | 4             | 1             | 15      | 1         |
| 2013–14                 | Swansea City               | Premier League                  | 0        | 0         | -       | -         | 1             | 0             | 1       | 0         |
| Tổng số trong sự nghiệp | Tổng số trong sự nghiệp    | Tổng số trong sự nghiệp         | 288      | 3         | 23      | 3         | 16            | 1             | 326     | 7         |

^a Cả hai mùa giải 2005-2006 và 2010-2011 đều có tổng số trận bao gồm cả ba lượt đấu play-off.

## Thống kê huấn luyện
| Swansea City | Ngày 4 tháng 2 năm 2014 | Hiện tại |

## Danh hiệu
Swansea City
- Cúp Liên đoàn bóng đá Anh: 2012–13
- Football League One: 2007–08[1]
- Football League Trophy: 2005–06[1]
- Football League Championship play-offs: 2010–11

Cá nhân
- Huấn luyện viên của tháng 8 giải Ngoại hạng Anh năm 2014.